# Лера (фільм)
«Лера» — російський фільм 2007 року, режисерський кінодебют Тетяни Догілевої.

## Зміст
Лера — із забезпеченої родини. Коли вона збирається одружитися з Денисом, простим хлопцем, її рідні не хочуть приймати цей шлюб. Їй зізнаються, що вона прийомна донька. Лера також дізнається, що вагітна. Близькі звикають до бідного зятя. Та одне гризе жінку – думка про рідну матір. Лера зважується розшукати жінку, яка її народила.

## У ролях
- Дмитро Харатьян — Віктор Миколайович Мещеряков, прийомний батько Лери
- Катерина Васильєва — Марія Петрівна Ільїна
- Наталія Унгард — суддя